# 霜月はるかのFrost Moon Cafe
霜月はるかのFrost Moon Café（しもつきはるかのフロストムーンカフェ）は、シンガーソングライターの霜月はるかがパーソナリティを務めるインターネットラジオ番組。2010年11月3日の放送より『霜月はるかのFrost Moon Café+（プラス）』として、さらに第504回からは『霜月はるかのFrost Moon Cafe#(シャープ)』としてリニューアル。
公式の略称は「FMC」及び「FMC+」。音泉および番組の特設サイトにて毎週水曜日に配信していた。

## 番組概要
2008年5月7日、「インターネットラジオステーション＜音泉＞及び「霜月はるかのFrost Moon Cafe」の特設サイト上にて配信開始。毎週水曜日に更新。過去には公開録音も行われている。
2009年5月27日（第56回）の放送をもって、アルバム『グリオットの眠り姫』の制作の為に一時休止。2009年9月2日（第57回）より再開。
2010年11月3日（第118回）の放送より配信先に響ラジオステーションが加わり（2012年11月28日に配信終了）、番組名を『霜月はるかのFrost Moon Café+（プラス）』としてリニューアル。新コーナーも追加され、毎週ゲストを招く構成となった。2014年5月7日（第300回）の放送より配信先にアニメイトTVが加わった。
2018年4月3日（第504回）より、『霜月はるかのFrost Moon Café#(シャープ)』としてリニューアル。またこの回から、これまでの配信元に加え、MUEステ動画(旧パセワラ)のYouTube公式チャンネルにて動画付き配信も開始された。
2019年6月26日（第568回）の放送をもって、出産の為、再び休止。その後再開されていない。
タイトルの由来は「Frost＝霜」と「Moon＝月」で「霜月」、そして番組を「まったりお喋り出来る喫茶店」のような雰囲気にしたいということから。
番組内の挨拶は「こんにちは」にあたる「しもっす」、「さようなら」にあたる「Good Moon（ぐっむーん）」が使用されている。毎年11月は“霜月”にちなみ「お便り強化月間」とされ、11月に放送された回に投稿が採用されたリスナーには粗品が贈られる。

## テーマソング
番組当初は霜月はるかの歌う曲の中から月替わりでオープニング及びエンディングテーマが設定されていた。その後、番組用のオリジナル曲「break time/終わりのない旅」が制作され、以降はオープニングテーマとエンディングテーマは書き下ろされることが定番となった。なお、オープニング及びエンディングテーマはいずれもシングルCDとして発売されている。
 オープニングテーマ 
- 第1回〜第4回「祈りの種」
- 第5回〜第8回「音のコンパス」
- 第9回〜第13回「こんな春の空を」
- 第14回〜第17回「Blade of Tears」
- 第18回〜第21回「護森人」
- 第22回〜第26回「true world」
- 第27回〜第31回「創奏」
- 第32回〜第142回「break time」 ※書き下ろし曲
- 第143回〜第294回「smile link」 ※書き下ろし曲
- 第295回〜「Starting Voice」　※書き下ろし曲

 エンディングテーマ 
- 第1回〜第4回「約束を灯して」
- 第5回〜第8回「とある忘れられた丘にある灯台守の手紙」
- 第9回〜第13回「ひまわり」
- 第14回〜第17回「虚空奏でし詩」
- 第18回〜第21回「Geofu」
- 第22回〜第26回「Distance」
- 第27回〜第30回「月追いの都市」
- 第32回〜第35回「Image 〜心像〜」
- 第36回〜第39回「Passage」
- 第40回〜第41回「優しい距離」
- 第42回〜第143回「終わりのない旅」 ※書き下ろし曲
- 第144回〜第294回「Thanks a lot.」 ※書き下ろし曲
- 第295回〜「変わらない場所」　※書き下ろし曲

## 番組コーナー
Standard Menu（スタンダードメニュー）
ふつおた（普通のお便り）を紹介するコーナー。
シモツキンを色んな場所に連れて行こう！
番組のロゴやバナーにもなっているマスコットキャラクターである“シモツキン”のぬいぐるみをリスナーが色々な場所に連れて行き、その写真をラジオで紹介するコーナー。元々は過去にリスナーがシモツキンのぬいぐるみを持って行った旅行先の写真を番組宛に送った事で始まったコーナーであり、シングル『break time』や『smile link』のジャケットの写真募集にも使用された。
Music Recipe（ミュージックレシピ）
霜月本人やゲストが関わった曲を放送すると共に、その曲にまつわるエピソードや制作秘話などを語るコーナー。
Meister's kitchen（マイスターズキッチン）
ゲストコーナー。アニメ、ゲーム、音楽製作などの職種に関わるゲストとトークを繰り広げる。
Hors-d'œuvre Question（オードブルクエスチョン）
「Meister's kitchen」内のミニコーナー。ゲストに一問一答形式で質問し、霜月が気になった回答を振り返る。
Recommend Dish（レコメンディッシュ）
霜月やリスナーがオススメするもの、気になっているものを紹介するコーナー。『プラス』リニューアルに伴ってRecommend Dish+（レコメンディッシュ プラス）としてレギュラー化し、主に番組の冒頭に行われる。
Sharp Appetizer（シャープアペタイザー）
テンションが上がったこと、レベルが上がったことなどシャープな出来事を紹介するコーナー。『シャープ』リニューアル時、Recommend Dish+と置き換わる形でレギュラー化。
Sandwich Judgment! Lv.#（サンドウィッチジャッジメント! レベルシャープ）
ルールは後述の「Sandwich Judgment! Lv.2」とほぼ同様。出題された「お題」に対し、霜月・ゲストのみならずスタッフも交えて回答する。霜月とゲストが回答を一致させ、かつスタッフと回答が被らなかった場合、ゲストの宣伝タイム15秒が加算される。当初は難易度が高かったため、5秒間ジェスチャーで意思疎通が図れる要素が途中で追加された。
Order Enquete（オーダーアンケート）
他の番組ではあまり挙がらなさそうなアンケートのテーマを募集するコーナー。
PS Secret Menu（ピーエス シークレットメニュー）
番組の最後に霜月本人がちょっとしたクイズを出題するミニコーナー。
Write Menu（ライトメニュー）
年初めの回に実施されるコーナー。その年の仕事の目標、プライベートの目標、FMCでの目標を書初めする。目標が書かれた色紙はリスナーにプレゼントされる。
Tasting Time（テイスティングタイム）
アルバム発売が間近になると実施されるコーナー。そのアルバムに収録されている楽曲を一曲ずつ流しつつ紹介する。

### 終了したコーナー
Sandwich Judgment!（サンドウィッチジャッジメント！）
リスナーから寄せられた2択の「お題」に対して霜月とゲストとスタッフの3人が同じ回答をすると1ポイント獲得。ポイントが合計20ポイント貯まるとスタッフから焼肉を奢ってもらえるというルールであったが、最終回に5ポイントを獲得するという行為により叙々苑で振舞われた。これにより問題の難易度が上がり、Lv.2にレベルアップされた。
ゲストがいた回のみ紅茶やスイーツが用意されており、このコーナーも行われていたが、ゲスト参加の回でなくとも実施されていた。
Sandwich Judgment! Lv.2（サンドウィッチジャッジメント! レベルツー）
ゲスト参加の回に実施されるコーナー。出題された「お題」について、自由記述で回答する。霜月とゲストが同じ回答をすれば1ポイント獲得。ゲストが2人いた場合は2人そろって0.5ポイント、3人全員がそろって1ポイント獲得。1ポイント獲得ごとに紅茶やスイーツなどを食べることができるが、3ポイントが上限であった。
Sandwich Judgment! Lv.3（サンドウィッチジャッジメント! レベルスリー）
「Sandwich Judgment! Lv.2」と同様のルールだが、2ポイント以下しか獲得できなかった場合はセンブリ茶やコラーゲンしいたけ茶など、あまりおすすめできない物を飲まなければならない。主にゲスト登場回で行われていたが、『プラス』リニューアル後は「Meister's kitchen」のコーナーがメインとなった。その後はバレンタインデーなどのイベント近くの放送で実施されることがある。
Song Cooking（ソングクッキング）
制作の裏話を披露するコーナー。当初は番組のテーマソングを制作する意図からスタートした。
Hot Milk Mail!（ホットミルクメール！）
楽しかった事などのリスナーが「ホッ」とするメールを募集するコーナー。お便りに対して10ホッと満点で霜月が採点する。ホッとの基準がわからなくなったという理由で後に「Standard Menu」に統合。
Black Coffee Mail（ブラックコーヒーメール）
グリオットの眠り姫発売後のコーナーとして公式サイト上で行っていた募集事項。グリオットの眠り姫を起こしてしまうような目が覚めるような出来事等を募集していた。番組内では1度も行われていない。
Bread Divide（ブレッドディバイド）
パンを切り分けるように様々な色事に対して霜月とリスナーで境界線を引くコーナー。第37回以降の放送では行われていない。

## レギュラー放送以外

### 特別編
Frost Moon Cafe CD支店
番組OP＆EDテーマシングル『break time』にボーナストラックとして収録。ゲストはDani、ぺーじゅん。
霜月はるかのFrost moon Cafe パイロット版
第57回までのレギュラー放送休止期間中にコミックマーケットで頒布された。ゲストは日山尚。
霜月はるかのFrost Moon Cafe 臨時出店スペシャルCD 2010 Summer
放送100回突破記念公開録音を収録。また、OP＆EDテーマのライブ音源も収録されている。ゲストは日山尚。
Frost Moon Cafe+ CD支店
番組OP＆EDテーマシングル『smile link』にボーナストラックとして収録。ゲストは「納豆愛好家のみなさま」として日山尚、真理絵、坂知学。
『Starting Voice』にボーナストラックとして収録。ゲストは同上。
Haruka Shimotsuki solo live Lv.4 パンフレット付属CD
放送150回突破記念と『smile link』発売記念の公開録音を収録。ゲストは真理絵、mao。
霜月はるかのFrost Moon Cafe+ ビッグサイト支店 2011 Summer
コミックマーケットにて頒布。ゲストは日山尚。
霜月はるかのFrost Moon Cafe+ 特別版
ワークスベストアルバム『想いのコンチェルト』とコンサートDVD『Haruka Shimotsuki Original Fantasy Concert 2012 〜FEL FEARY WEL〜』の同時購入者特典。都内から東京ビッグサイトへ自動車を運転しながら収録している。
れっつごー☆シモツキン
番組初のロケ企画を収録した番外編。ゲストの織田かおりと共に静岡県の道の駅奥大井音戯の郷へ向かう。書き下ろしのデュエット曲も収録されている。

### 総集編
霜月はるかのFrost Moon Cafe+ 大全集
『プラス』へリニューアル後の第118回から第228回までを収録した総集編。ソロライブLv.4の各会場で流れたムービーと、日山尚と録りおろしの「ビッグサイト支店 2012 Winter」も収録されている。